# 遇险少女

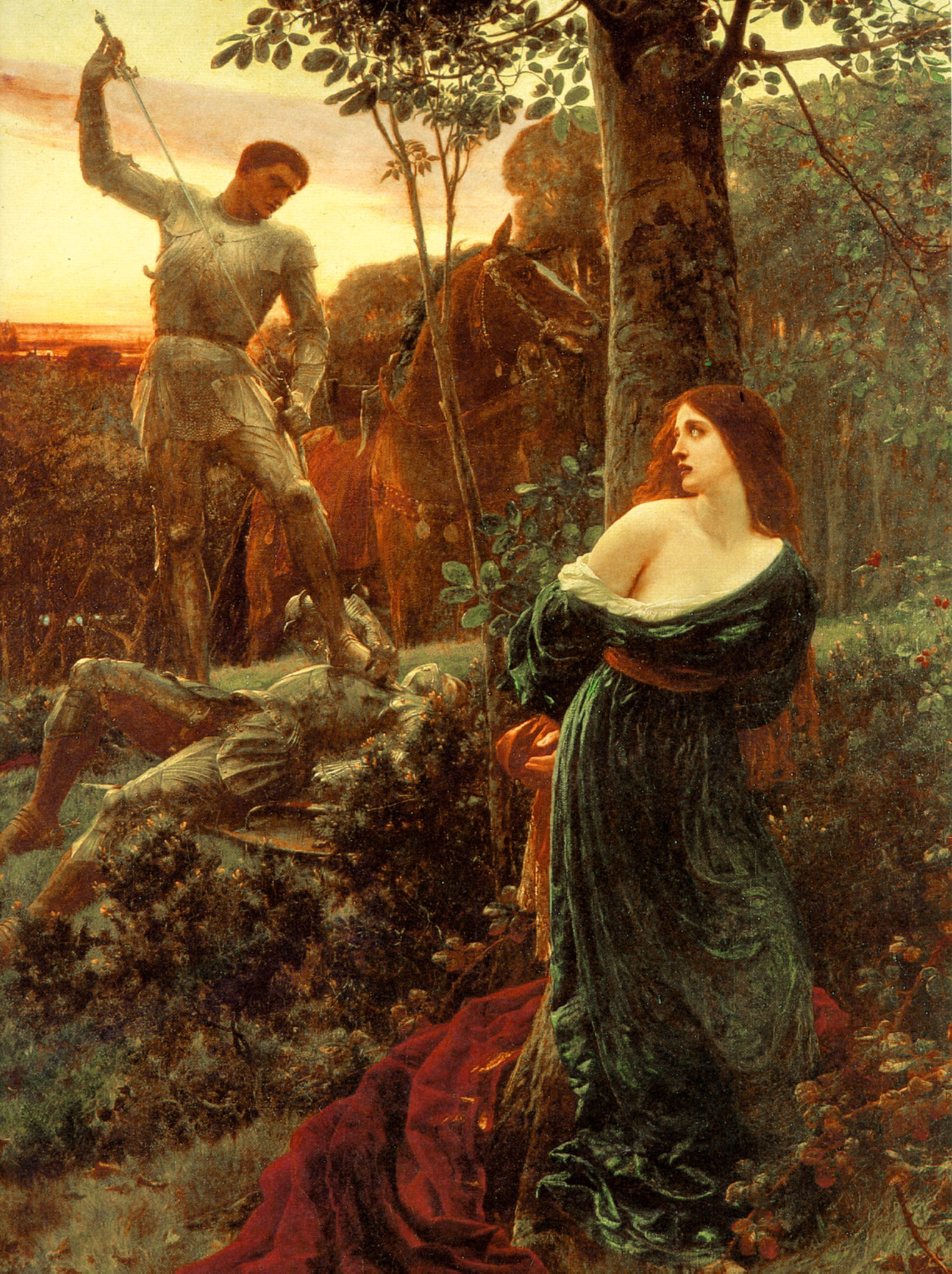
弗兰克·迪克西的1885画作《骑士精神》（Chivalry）

遇险少女（英語：Damsel in distress）是一种反复出现的叙事手段，指一个或多个男人必须拯救一个遭到绑架或面临危险的女人。亲属关系、爱情或欲望（或这些因素的组合）给了男性主角启动叙事的动机或强制力。女性角色本身可能是有能力的，但仍然发现自己处于这种情况。一些评论家认为，这些虚构的无助女性与现实的观念有关，即女性群体需要由男性来照顾。这一现象在历史上的演变可如此描述：“几十年来，变化的不是少女（女性总是需要男性救世主的弱小受害者），而是袭击者。流行媒体中袭击者的面孔非常多：怪物、瘋狂科學家、纳粹、嬉皮士、摩托车手、外星人......哪个群体最能满足一种文化的集体恐惧，哪个群体就能得到这个角色。”